# تشاو، ما وراء الخطوط
تشاو، ما وراء الخطوط هو فيلم وثائقي تم إنتاجه في الولايات المتحدة وفيتنام وصدر في سنة 2015.

## وصلات خارجية
- تشاو، ما وراء الخطوط على موقع IMDb (الإنجليزية)
- تشاو، ما وراء الخطوط على موقع روتن توميتوز (الإنجليزية)
- تشاو، ما وراء الخطوط على موقع قاعدة بيانات الأفلام العربية
- تشاو، ما وراء الخطوط على موقع ألو سيني (الفرنسية)
- تشاو، ما وراء الخطوط على موقع فيلمافينيتي (الإسبانية)
- تشاو، ما وراء الخطوط على موقع قاعدة بيانات الفيلم (الإنجليزية)
- تشاو، ما وراء الخطوط على موقع ليتربوكسد (الإنجليزية)
- تشاو، ما وراء الخطوط على موقع كينوبويسك (الروسية)